# Johnny Lange
John George „Johnny“ Lange (* 15. August 1905  in Philadelphia, Pennsylvania, Vereinigte Staaten; † 6. Januar 2006 in Los Angeles, Kalifornien, Vereinigte Staaten) war ein US-amerikanischer Liederkomponist, der großteils Filmmusik komponierte.

## Leben
Lange wurde in Philadelphia geboren und besuchte dort die High School. 1937 trat er in die Musikabteilung eines Filmstudios ein. 1940 trat er in die American Society of Composers, Authors and Publishers ein und lernte dort seine wichtigen Wegbegleiter Archie Gottler und Jack Meskill kennen. Nach dem Zweiten Weltkrieg nahm er seine Arbeit als Filmkomponist wieder auf, so arbeitete er etwa 1946 und 1947 mit Lew Porter zusammen. Daneben schrieb er spezielle Musik für Nachtclub-Sänger und die „Ice Capades of 1950“.
Bekannt wurde er vor allem mit dem Lied Mule Train, das er 1948 schrieb. Das Songwriter-Team Glickman (1903–1981), Heath und Lange schrieben Mule Train für den Western Rauchende Pistolen (Originaltitel: Singing Guns, 1950, Regie: R. G. Springsteen), mit Vaughn Monroe, Ella Raines und Walter Brennan in den Hauptrollen. Das Lied erhielt 1951 eine Oscar-Nominierung in der Kategorie Bester Song.  Die ersten beiden Zeilen des Liedes lauten: Mule train, yeah, yeah. Mule train: clippetty-clopping over hill and plain.
Johnny Lange starb am 6. Januar 2006 im Alter von hundert Jahren.

## Werke (Auswahl)
Laut der Online-Datenbank ASCAP war er Autor oder Co-Autor von 211 Musikstücken.
- I Left My Sugar in Salt Lake City
- (That's What) Uncle Remus Said
- Blue Shadows on the Trail
- Pecos Bill
- Chapel in the Valley
- N'Ya, N'Ya, N'Ya, The Little Red Fox
- Somebody Bigger Than You or I
- Santa Claus is Ridin’ the Trail
- Easter Sunday on the Prairie
- I Asked the Lord
- I Found the Answer
- He's Only a Prayer Away